# Université de l'économie mondiale et de la diplomatie
L'université de l'économie mondiale et de la diplomatie est une université située à Tashkent, en Ouzbékistan. Fondée en 1992 par décret du président Islom Karimov, elle a pour objectif de former la future élite du pays.